# Kristof D'haene
Kristof D'haene (sinh 6 tháng 6 năm 1990) là một cầu thủ bóng đá Bỉ. Anh thi đấu ở vị trí tiền vệ cánh cũng như hậu vệ cánh và hiện tại nằm trong danh sách của Kortrijk.

## Sự nghiệp
Anh ra mắt cho Cercle Brugge ở UEFA Europa League trước TPS Turku, khi thay Frederik Boi vào sân ở phút thứ 78. Cercle Brugge giành chiến thắng 1–2. Ngày 21 tháng 11 năm 2010, Kristof D'haene ghi bàn thắng duy nhất ở Derby Brugges. Kristof D'haene đá cho Club Brugge  đến giữa năm 2010.